# 신체통합정체성장애
신체통합정체성장애(Body integrity identity disorder, BIID)는 자신의 신체의 일부를 자기의 신체라고 여기지 않는 질병이다. 심지어 팔다리일지라도 자기 신체라고 여기지 않는 부위를 절단해달라고 호소하는 경우가 많다. BIID라는 용어를 처음으로 창안한 사람은 미국 콜롬비아대학교 마이클 퍼스트 박사다.

## 같이 보기
- 신체이형장애
- 헛팔다리